# 堪萨斯市动物园
堪萨斯市动物园（英语：Kansas City Zoo），是位于美国密苏里州堪萨斯市的动物园1909年开幕。现在共饲养近1300头只动物。动物园里有82公顷大。